# مسا (کلرادو)
مسا (به انگلیسی: Mesa) یک منطقهٔ مسکونی در ایالات متحده آمریکا است که در شهرستان میسا، کلرادو واقع شده‌است. مسا ۱٬۷۱۸ متر بالاتر از سطح دریا واقع شده‌است.